# Mark il poliziotto spara per primo
Mark il poliziotto spara per primo è un film italiano del 1975 diretto da Stelvio Massi.

## Trama

Franco Gasparri e Ida Meda in una scena

Il commissario Mark Terzi arriva a Genova per occuparsi del caso delle uccisioni sistematiche di importanti personaggi locali. L'autore di questi omicidi si firma La Sfinge. In particolare un certo Benzi, presidente di un Consorzio Bancario, viene sequestrato. Purtroppo Mark non riesce a individuare i mandanti e si trova costretto ad affrontare i pesci piccoli in pericolose sparatorie nei vicoli di Genova. Alla fine, il commissario scopre che La Sfinge è soltanto un poveretto che voleva vendicarsi di Benzi e dei suoi complici, responsabili della morte della promessa sposa, deceduta il giorno delle nozze a seguito del crollo di un pilone stradale realizzato dalla ditta di Benzi e soci. L'uomo viene ucciso per colpa della solerzia dei tiratori scelti, ma Terzi, alquanto amareggiato, assicura l'avido Benzi alla giustizia.

## Produzione
Il film è stato girato a: Genova: via Coronata, via Antonio Cantore, via Giovanni Ansaldo, Cornigliano Ligure (presso l'area ex Italsider dove un tempo sorgevano i due gasometri), piazza della Vittoria, piazza Portello, Spianata di Castelletto, Casello Genova Pegli, chiesa di Santo Stefano, Scalinata Milite ignoto, via Armando Diaz, Palazzo di Giustizia;
Nel centro storico di Savona: via Pia, Cinema «Astor», via Paleocapa; Cinema "Eldorado"
Sul lungomare di Savona nei pressi della Torretta, dove ha inizio un inseguimento in auto che termina poi a Genova. In località Porto Vado a Vado Ligure e a Pavia.
Il doppiaggio fu eseguito a Roma presso gli studi N.C. con la collaborazione della C.D. Come nel precedente film, anche qui il protagonista Franco Gasparri recita con la voce di Michele Gammino (che lo doppierà anche nel successivo Mark colpisce ancora che però, nonostante il titolo, non è un film collegato alla saga di Mark Terzi). L'attore-doppiatore Leonardo Severini recita con la sua voce, ma in alcune sequenze è doppiato da Renato Mori.
Tra le comparse del film appare anche l'allora sconosciuta Carmen Russo, poi divenuta una nota attrice e showgirl.

## Colonna sonora
Musiche originali di Adriano Fabi. La canzone Mark (S. Barbot-A. Fabi) è cantata da Sammy Barbot, cantante italo-francese molto in voga in quel periodo.

## Distribuzione
Secondo capitolo della trilogia con protagonista Franco Gasparri, la star dei fotoromanzi Lancio, il film fu distribuito nelle sale cinematografiche dalla P.A.C. il 22 dicembre 1975, a soli quattro mesi di distanza dal precedente Mark il poliziotto, e ottenne un successo analogo al suo predecessore.

## Accoglienza

### Incassi
L'incasso totale del film è stato di 1.227.000.000 di lire dell'epoca.

### Critica
(David Grieco)